# Coilbox
Coilbox är ett spanskt metalband som startades 1999 i Madrid av medlemmar från det numera splittrade bandet "3 Million Eyes". Bandet har än så länge släppt ett demo (2001) och två album (2002 och 2004), sedan splittrades det 2006 men återförenades igen 2011 med tre gamla medlemmar och två nya. I början spelade bandet nu metal med starka inslag av hardcore och industrimetal, men från och med andra albumet ("The Havoc") ändrades stilen till alternativ metal med inslag av groove metal, thrash metal, dödsmetal, mathcore och djent. Till skillnad från andra lokala band i samma genre är alla deras låttexter skrivna på engelska.

## Medlemmar
Nuvarande medlemmar
- José Hurtado – basgitarr (2000–2006, 2011– )
- Toni Hurtado – gitarr (2000–2006, 2011– )
- Sergio Jerez – trummor (2012– )
- Christian Taylor – gitarr (2019– )
- Flack – keyboard (2018– )

Tidigare medlemmar
- Hev Arriols – sång (2000–2003)
- Edu Ostos – trummor (2000–2003)
- DJ Spite – DJ (2000–2003)
- Cesar Herrainz – synthesizer (2000–2001)
- Fede – synthesizer (2001–2003).
- J.A. Soler “Kantz” – sång (2003–2006)
- Lin Chang – trummor (2003–2006)
- Tute – synthesizer (2003–2006)
- Iván Ramírez – trummor (2011–2012)
- Sergio Hernández – gitarr (2000–2006, 2011–2015)
- Israel Domínguez – sång (2011–2016)
- Destro Lecarde – gitarr (2016–2019)
- Drown (Rown Houland) – sång (2016–2019)

## Diskografi

### I Miss You (Demo-EP 2001)
1. "Until the End"
2. "My Winter Begins in Summer"
3. "I Miss You
4. "Sad (live)"

### Coilbox 13 (Studioalbum 2002)
1. "Intro"
2. "Eleventh"
3. "Until the End"
4. "Sleeper"
5. "Marshes"
6. "Sad"
7. "False Friends"
8. "My Winter Begins in Summer"
9. "Body Farm"
10. "In a Dude (interlude)"
11. "Like a Nail..."
12. "Pinkgum"
13. "I Miss You"

### The Havoc (Studioalbum 2004)
1. "20 Seconds in Jupiter
2. "So Close So Far"
3. "Autumn Cold"
4. "Loudmouth"
5. "Cephalic Cream"
6. "Beautiful Days"
7. "It's Too Late"
8. "Rissolette"
9. "Martyrdom"
10. "Sex & Red Lights"

## Musikvideor
- "Until The End" - 2000
- "So Close, So Far" - 2004
- "The Beauty Of Imperfection" - 2013
- "The Mist" - 2019

## Annan fakta
Svenska musikproducenten Fredrik Nordström (även gitarrist i heavy metal-bandet Dream Evil) har tillsammans med Big Simon producerat Coilbox andra album The Havoc (2004).